# Четири стотине ђавољих подвала
Четири стотине ђавољих подвала (фр. Les Quat'Cents Farces du diable) француски је неми хорор филм из 1906. године, редитеља Жоржа Мелијеса, који уједно тумачи и једну ог главних улога. Представља комичну адаптацију легенде о Фаусту и позајмљује елементе од истоимене позоришне представе коју су годину дана раније режирали Виктор де Котенс и Виктор Дарлеј.
Осим режије и глуме, Мелијес је био одговоран и за специјалне ефекте. Филм је објавила његова издавачка кућа Star Film Company и налази се под редним бројевима 849—870. у Мелијесовом каталогу. Постоје сачуване копије филма.

## Радња
Вилијам Кракфорд је енглески инжењер и иноватор. Једног дана му у посету долази гласник који га обавештава да је познати алхемичар, Алкофрисбас, заинтересован да му прода моћни талисман...

## Улоге
- Жорж Мелијес као Сатана